# General Maynard
General Maynard es un municipio brasileño del estado de Sergipe. El nombre es en homenaje al General Augusto Maynard Gomes, gobernador y senador por dos veces de Sergipe.
Se localiza a una latitud 10º41'20" sur y a una longitud 36º59'02" oeste, estando a una altitud de 38 metros. Su población estimada en 2004 era de 2.529 habitantes. 
Posee un área de 18,14 km².